# Aleksandr Aleksandrovič Blok
Aleksandr Aleksandrovič Blok (AFI: [ɐlʲɪˈksandr ɐlʲɪˈksandrəvʲɪtɕ ˈblok]) (in russo Алекса́ндр Алекса́ндрович Бло́к?; San Pietroburgo, 28 novembre 1880 – Pietrogrado, 7 agosto 1921) è stato un poeta e drammaturgo russo, forse il più grande poeta dell'epoca d'argento russa.

## Biografia

### Gioventù e prime influenze
Blok nacque in una famiglia di raffinati intellettuali. Alcuni dei suoi parenti erano letterati, il padre era professore di diritto a Varsavia, e il nonno materno rettore dell'Università statale di San Pietroburgo. Dopo la separazione dei genitori Blok andò a vivere con alcuni parenti dell'alta società nella villa di Šachmatovo, nei dintorni di Mosca, dove scoprì il pensiero filosofico dello zio Vladimir Solov'ëv e i versi di quelli che allora erano ancora dei poeti semisconosciuti, Fëdor Ivanovič Tjutčev e Afanasij Afanas'evič Fet. Queste influenze finirono per essere fuse e rielaborate nelle armonie dei suoi primi scritti, poi raccolti nel volume Ante Lucem.
Si innamorò di Ljubov (Ljuba) Mendeleeva (figlia del grande chimico Dmitrij Mendeleev) e la sposò nel 1903. In seguito lei lo coinvolse in una complessa relazione di amore-odio con il suo amico, il poeta simbolista Andrej Belyj. Blok dedicò a Ljuba un ciclo di poesie che finirono per dargli la fama, Stichi o prekrasnoi Dame (Versi sulla bellissima dama) (1904). In quest'opera egli trasfigura sua moglie in una visione senza tempo dell'anima femminile e dell'eterno femminino (la Sophia degli antichi Greci, secondo l'insegnamento di Solov'ëv).

### Le prime poesie

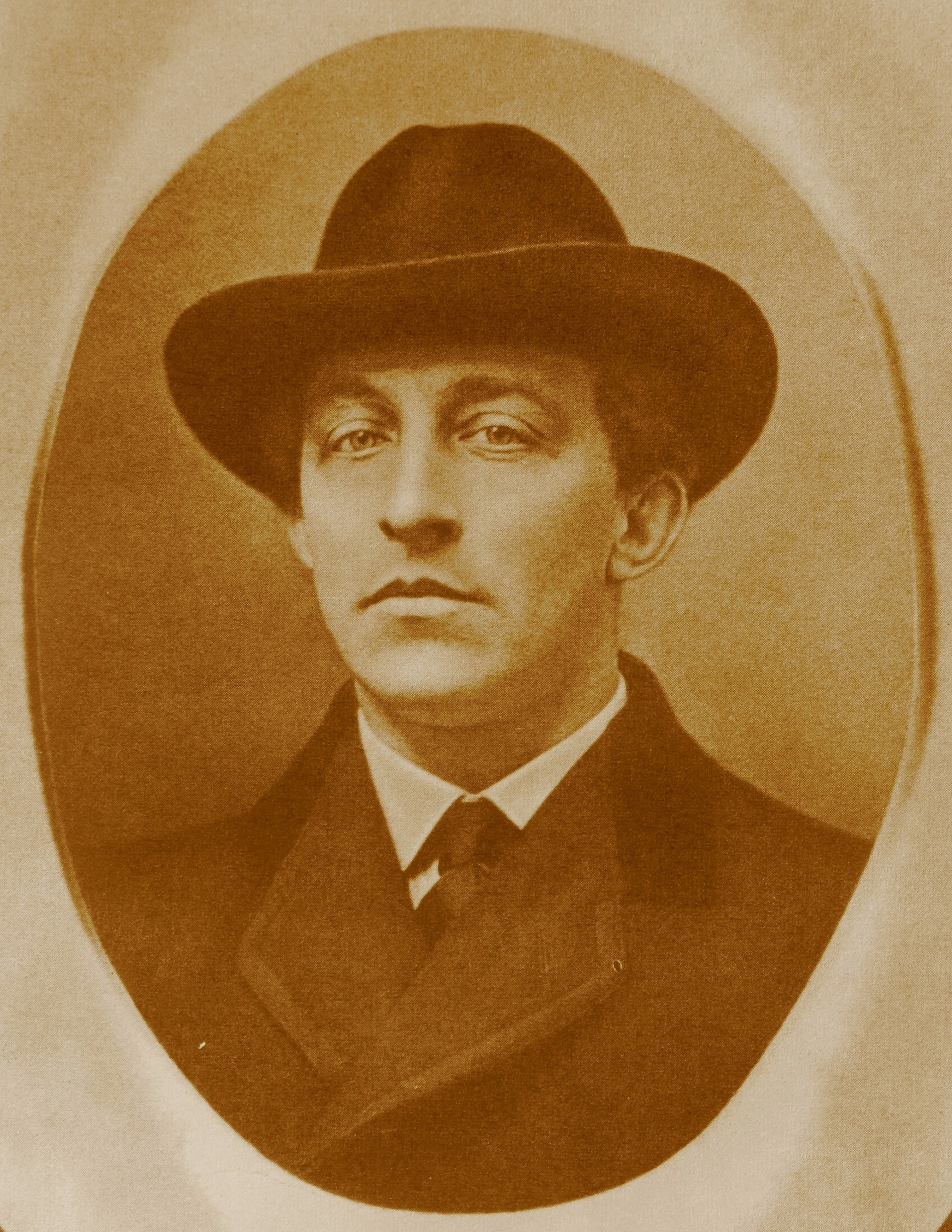
Aleksandr Blok

Le immagini mistiche e idealizzate presenti nel suo primo libro aiutarono Blok a diventare il capofila del movimento simbolista russo. La prima poesia di Blok è dotata di una musicalità impeccabile e ricca di sonorità, ma in seguito egli tentò di introdurre delle strutture ritmiche più azzardate e irregolari. Era dotato di una potente e naturale ispirazione e spesso tratteggiava delle immagini indimenticabili e quasi da sogno pur partendo dalle cose più banali che lo circondavano e da avvenimenti privi in sé di importanza (Fabrika, 1903). Le poesie dell'età matura furono spesso basate sul conflitto tra la visione platonica della bellezza ideale e la deludente realtà fatta di orribili periferie industriali (Neznakomka, 1906).
Con la sua successiva raccolta di poesie, La Città (1904-1908), tracciò un ritratto di San Pietroburgo molto misterioso e dal carattere espressionista. Le raccolte seguenti, Faina e Maschera di Neve, contribuirono ad accrescere la sua fama in modo incredibile. Venne spesso paragonato ad Aleksandr Puškin e tutta l'Epoca d'argento della poesia russa finì per essere talvolta definita L'epoca di Blok. Negli anni dieci del XX secolo Blok godeva della quasi unanime ammirazione dei colleghi letterati e la sua influenza sui poeti più giovani rimase in pratica ineguagliata. Anna Achmatova, Marina Cvetaeva, Boris Pasternak, e Vladimir Nabokov scrissero diverse poesie in suo onore.

### Evoluzione letteraria e ultimi anni

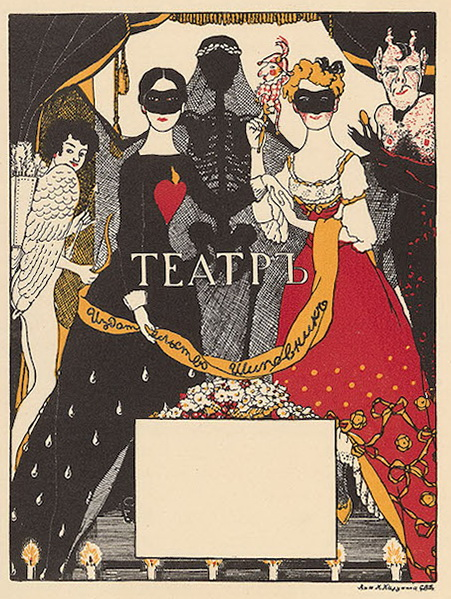
La copertina del libro di Blok Teatro (1909)

Nell'ultima parte della sua vita, Blok si concentrò soprattutto su temi politici, riflettendo sul destino del suo paese (Vozmezdie, 1910-21; Rodina, 1907-16; Skify, 1918). Influenzato dalle teorie di Solov'ev, si fece prendere da vaghe paure di tipo apocalittico, alternando speranza a disperazione. "Sento che sta per succedere un grande evento, ma non mi è dato sapere esattamente cosa sia né quando accadrà", scrisse sul suo diario nell'estate del 1917. Tra la sorpresa di molti dei suoi ammiratori accettò la Rivoluzione d'ottobre come l'atto finale di queste sue apocalittiche elucubrazioni.
Blok espresse il suo punto di vista sulla rivoluzione nell'enigmatico I Dodici (1918). Il lungo poema è una delle opere più discusse di tutta la letteratura russa. Descrive la marcia di dodici soldati bolscevichi (dodici come gli apostoli che seguirono Cristo) per le strade di San Pietroburgo durante la rivoluzione, mentre un fortissimo vento invernale del Nord infuria attorno a loro.
I Dodici allontanò subito Blok dalla gran parte dei suoi ammiratori (che lo accusarono di aver mostrato un terribile cattivo gusto), mentre i bolscevichi lo disprezzavano per il misticismo e l'ascetismo mostrati in precedenza. Cadde in uno stato di depressione e si ritirò dalla scena pubblica. Tuttora si discute su quale sia stata la vera causa della morte di Blok a soli 40 anni. Alcuni sostengono che morì a causa della carestia del 1921 provocata dalla guerra civile russa. Altri continuano ad attribuirla a quella che ambiguamente definiscono mancanza d'aria. Alcuni mesi prima Blok si era esibito in una celebre lettura pubblica di Puškin, che considerava una figura simbolica capace di riunire le due anime della Russia.

## Rapporto con il simbolismo

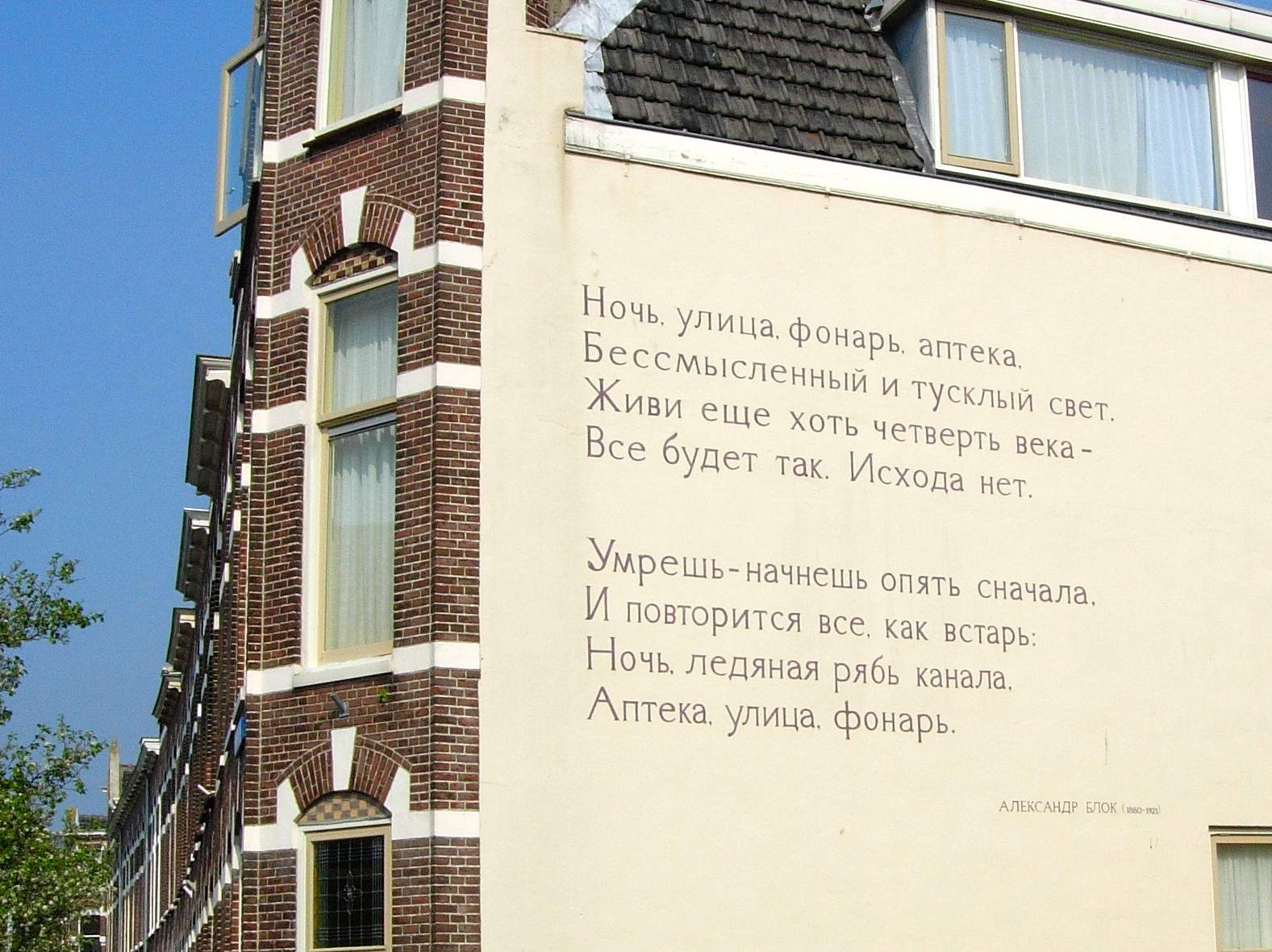
La poesia di Blok Notte, strada, lampione, farmacia scritta su un murale a Leida

Alexandr Blok, da tutti considerato uno dei più importanti poeti del secolo scorso, concepì la propria produzione poetica come fosse composta da tre volumi. Il primo volume contiene le sue prime poesie sulla Bellissima Dama; il suo colore dominante è il bianco. Il secondo volume, dominato invece dal colore blu, i commenti sull'impossibilità di raggiungere l'ideale che aveva desiderato. Il terzo, che contiene le poesie del periodo pre-rivoluzionario è permeato da un rosso fiammeggiante.
Nella poesia di Blok i colori sono fondamentali perché trasmettono i segni mistici delle cose che vanno oltre l'esperienza umana. Il blu o il viola sono i colori della frustrazione, quando il poeta capisce che la sua speranza di vedere la Dama andrà delusa. Il giallo, colore dei lampioni della strada, delle finestre e dei tramonti, è il colore del tradimento e della banalità. Il nero cela qualcosa di terribile, pericoloso ma potenzialmente capace di rivelazioni esoteriche.
Sulle orme di Fëdor Tjutčev, Blok sviluppò un complesso sistema di simboli poetici. Nelle sue prime opere, ad esempio, vento sta per l'appressarsi della Dama, mentre mattino o primavera sono i momenti in cui è più probabile che si riescano a incontrare. Inverno e notte sono i terribili momenti in cui il poeta e l'amata sono lontani l'uno dall'altra. Palude e fango simboleggiano invece la vita di tutti i giorni, senza che sia illuminata da una luce spirituale.

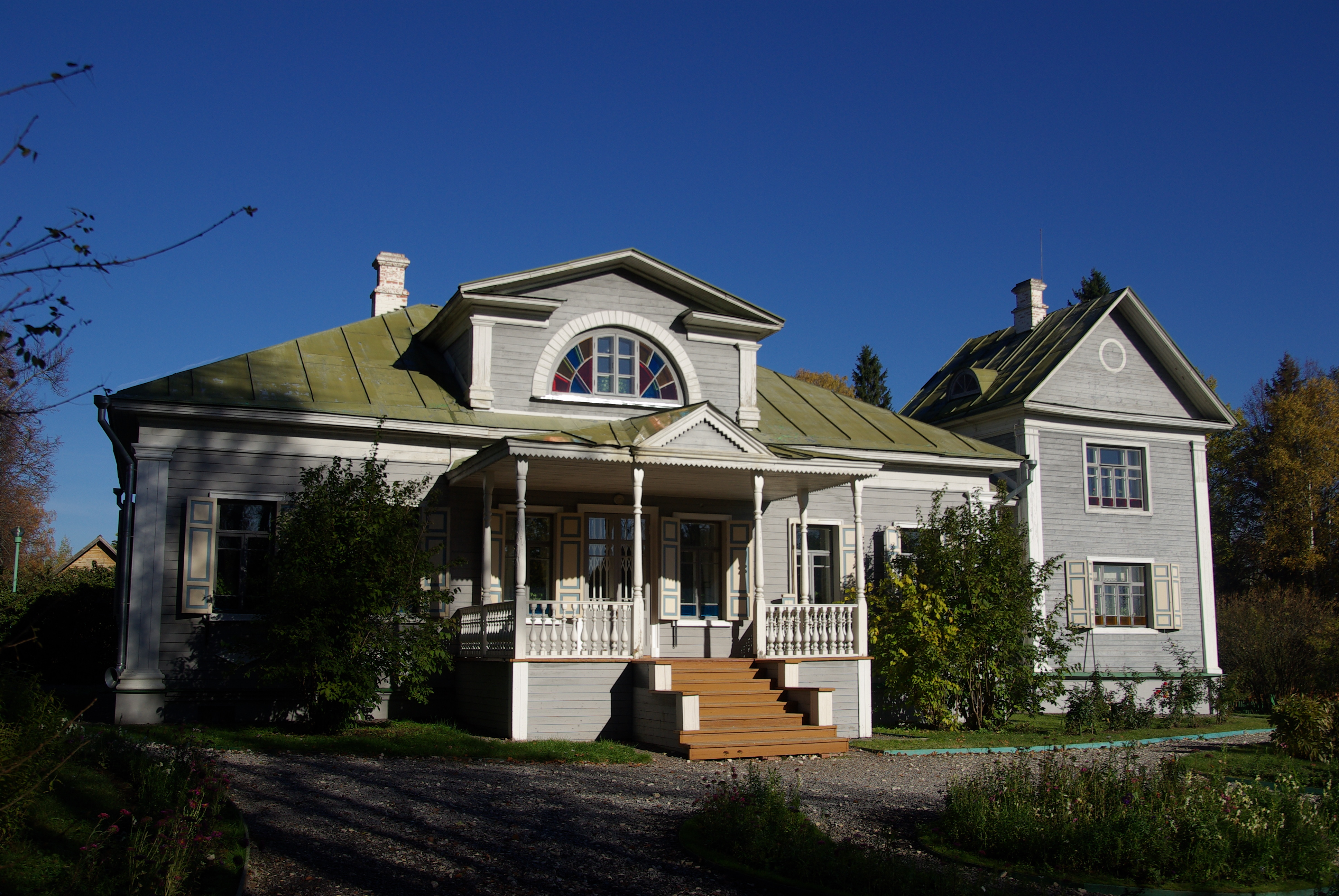
Šachmatovo, casa di campagna di Blok presso Mosca

## Opere tradotte in italiano
- Crocevia, Milano, La Vita Felice, a cura di Bruno Osimo, 2025, ISBN 9788893468619
- Città, Milano, a cura di Bruno Osimo, 2024, ISBN 9791281358461
- Poesie sulla bellissima dama, Milano, a cura di Bruno Osimo, 2023
- Ante Lucem, Milano, a cura di Bruno Osimo, 2023
- Poesie, Roma, a cura di Bruno Carnevali, 1977
- I Dodici, Einaudi Torino, a cura di Renato Poggioli, 1965
- Poesie, Milano, a cura di Angelo Maria Ripellino, 1960
- Poesie, Firenze, a cura di Dan Danino Di Sarra, 1951